# Teatro Universidad de Concepción
El Teatro Universidad de Concepción es el principal teatro de la ciudad chilena de Concepción, construido en 1885 en el centro de la ciudad bajo el nombre de Teatro Concepción, y que desde 1928 pertenece a la Universidad de Concepción. En 1976 fue trasladado a su ubicación actual, frente a la Plaza de la Independencia.
Fue fundado en octubre de 1890 gracias a los esfuerzos de las juntas vecinales de la ciudad, que no contaban con el apoyo gubernamental de ese entonces. La motivación principal para su construcción fue la ausencia de un teatro para la zona, luego del incendio del Teatro Galán en 1882.
Actualmente en el teatro se presentan obras de teatro, conciertos y películas, en el marco de los «Lunes Cinematográficos», que hasta 2013 se realizaban los días martes, en los «Martes Cinematográficos».

## Historia

### El Teatro Concepción

El antiguo Teatro Concepción en 1910.

El Teatro Concepción fue el segundo teatro que tuvo la ciudad de Concepción. Se comenzó a construir en 1885 en la calle Barros Arana esquina Orompello, en reemplazo del Teatro Galán, incendiado en 1882. Su lujosa sala permitió la realización de espectáculos de ópera, ballet, zarzuelas y obras de teatro. Debido a problemas financieros en los años sucesivos, también habilitó su sala para la exhibición de películas, si bien no había sido diseñado con esa finalidad.
En 1928, luego de una crisis económicas, la propiedad del teatro es adquirida por la Universidad de Concepción. Una década más tarde, luego del terremoto de 1939, el edificio resulta con varios daños, pero reabre sus puertas manteniéndose muy activo durante las décadas de 1940 y 1950. Tras el terremoto de Concepción de 1960, el edificio quedó al borde del colapso, por lo que fue abandonado durante trece años, hasta que en 1973, año del Golpe de Estado de Augusto Pinochet, el edificio fue incendiado. En 1976, tras su abandono, las autoridades ordenaron su demolición.

### El traslado hacia la Plaza de la Independencia
La Universidad de Concepción, con su rector de entonces, David Stitchkin, decidió trasladar el teatro a su ubicación actual en 1962, frente a la Plaza de la Independencia, lugar donde estaba el Teatro Central, en el Edificio Olivieri. Como el Teatro Central estaba adaptado como sala de cine, fue necesario remodelar completamente sus instalaciones. Así, el nuevo teatro se inaugura el 7 de enero de 1963, en el marco de la Octava Escuela de Verano, evento cultural organizado anualmente por la Universidad. Ese año se presentaron allí 35 espectáculos en vivo y 24 películas, manteniéndose ocupado más de 250 días por unos 175 mil espectadores.

## Características arquitectónicas
Las antiguas dependencias del Teatro Concepción disponían de una lujosa sala de espectáculos, habilitada para grandes eventos.
El teatro actual posee una capacidad para 1122 personas: 537 butacas en la Platea Baja, 270 en la Platea Alta, y 315 en el Balcón, distribuidos en 3 pisos, respectivamente.
El escenario, por su parte, tiene aproximadamente 94 metros cuadrados.